# Konstantínos Minás
Konstantínos Minoídis Minás (grec moderne : Κωνσταντίνος Μηνωίδης Μηνάς) est un philosophe grec né le 1er décembre 1788 à Édessa et mort le 30 décembre 1859 à Paris.
Il fuit à Paris pendant la guerre d'indépendance grecque ; il y promeut l'étude de la Grèce antique et moderne. Il découvre des manuscrits importants dans le monastère du mont Athos lors d'une expédition en Asie mineure commandée par Abel-François Villemain, alors ministre français de l'Éducation. Il porte également le nom de Constant Ménas.

## Biographie
Il naît à Édessa, puis étudie à Chios. Il apprend la grammaire, la rhétorique, la poésie, la philosophie, les mathématiques et la théologie. Il revient en Macédoine en 1811 et enseigne à Meleniko. En 1815 il enseigne à l'école du peuple (Σχολή του Γένους) en Thessalonique. La même année, répondant à l'invitation du métropolite de la ville, il dirige l'école de Serrès, où il enseigne la rhétorique et la philosophie de 1815 à 1819. En parallèle de ses enseignements, il répertorie les manuscrits du monastère Saint-Jean-le-Précurseur de Serrès, et correspond avec Adamántios Koraïs. Il traduit en grec les Mathématiques de Louis-Benjamin Francœur.

### Guerre d'indépendance grecque et exil
En 1819, Minás se rend à Paris en passant par Marseille. Les raisons qui l'ont poussé au départ sont probablement la répression de Yusuf Pasha qui tue des membres de sa famille. Il enseigne en France avec l'accord du ministère de l'Éducation le grec ancien et la littérature et tente en vain d'accéder à une carrière académique. En 1831 il est chargé des archives de la Bibliothèque royale sous la direction de Charles Benoît Hase. À cette époque, il est en liaison avec le Comité philhellénique et rédige des pamphlets en faveur de l'indépendance grecque. Il soutient ensuite Ioánnis Kapodístrias face à Adamántios Koraïs pour mettre en place un système éducatif dans le nouvel État.

### Voyages en Grèce
De 1840 à 1855, Minás conduit trois voyages en Grèce, pour le compte du ministère de l'Éducation, afin d'étudier les manuscrits des monastères orthodoxes. Il effectue en 1838 une demande pour partir au mont Athos, en Macédoine et en Thessalie. Cette demande est approuvée en 1840 par Abel-François Villemain. Des voyages similaires avaient déjà été effectués par Pierre Gilles au XVIe siècle sous le roi de France François Ier, par François Sevin au XVIIe siècle, Michel Fourmont en 1728, Jean-Baptiste-Gaspard d'Ansse de Villoison de 1784 à 1786.